# Cerkiew św. Mikołaja w Ornecie
Cerkiew pod wezwaniem św. Mikołaja – prawosławna cerkiew parafialna w Ornecie. Należy do dekanatu Gdańsk diecezji białostocko-gdańskiej Polskiego Autokefalicznego Kościoła Prawosławnego.
Cerkiew mieści się przy Alei Wojska Polskiego.
Świątynia jest byłym kościołem ewangelickim wybudowanym w latach 1829–1830 w stylu późnoklasycystycznym. Wieża pochodzi z lat 1905–1906. Wnętrze świątyni dostosowane do potrzeb liturgii prawosławnej.
Obiekt wpisano do rejestru zabytków 16 października 1967 pod nr 668/67.